# Финансовая система Японии
Финансовая система Японии
Основными элементами японской финансовой системы так же, как и в других крупных промышленно развитых странах являются: системы коммерческих банков, которые принимают вклады, выдают ссуды на развитие бизнеса, и работают на рынке Форекс; специализированные государственные финансовые учреждения, которые финансируют различные сектора отечественной экономики; ценные бумаги компаний;рынки капитала, которые предлагают средства для финансирования государственных и частных задолженностей и продают остаточную корпоративную собственность; и денежные рынки, которые предоставляют банкам источник ликвидности и предоставили Банку Японии инструмент, чтобы проводить денежно-кредитную политику.

## Банки
Традиционная банковская система Японии была разделена на четко определенные компоненты в конце 1980х годов: коммерческие банки (тринадцать крупных и шестьдесят четыре небольших региональных банков), банки долгосрочного кредитования (семь), трастовые банки (семь), взаимно сберегательные банки(шестьдесят девять), и различные специализированные финансовые учреждения. В 1980-е годы стремительно возросла группа не банковских операций: такие как потребительские кредиты, кредитные карты, лизинг и организации связанные с недвижимостью — начали выполнять определенные функции банков например выдача кредитов.
В первых послевоенных финансовых системах, городские банки предоставляли краткосрочные кредиты крупным отечественным корпорациям, в то время как региональные банки принимали вклады и пролонгированные кредиты для малого и среднего бизнеса. В 1950-1960х годах, специализированный банк,Банк Токио, заботился о большинстве валютных потребностей правительства, и функционировал в качестве иностранного банковского представителя государства. Банки долгосрочного кредитования призваны дополнять, а не конкурировать с коммерческими банками. Уполномочены выпускать облигации, а не принимать обычные депозиты, они специализировались на долгосрочном кредитовании крупных кейрецу.
Трастовым банкам было разрешено вести розничные и трастовые банковские операции и часто совмещали работу коммерческих банков, и банков длительного кредитования. Трастовые банки управляли не только портфелями, но так же возросли денежные средства за счет продажи сертификатов кредитования на доверительные ссуды. Взаимного кредитования и сберегательные банки, кредитные ассоциации, кредитные кооперативы и трудовые кредитные ассоциации, собрали индивидуальные депозиты от общих вкладчиков.
Эти депозиты были затем предоставлены членам кооператива и городским банкам истощенным ликвидность через межбанковский денежный рынок или были отправлены в центральные кооперативные банки, которые, в свою очередь, одалживали средства малым предприятиям и корпорациям. Более чем 8.000 сельскохозяйственных, лесных и рыбных кооперативов выполняющих много одинаковых функций. Многие из их средств были переданы в их центральные банки, Norinchukin Bank, который был самым крупных в мире с точки зрения внутренних вкладов.
В 1990 году, пять крупных банков, оценились(измерились) по величине активов, и это были Японские банки. Эти банки открыли филиалы за рубежом, приобретали существующие иностранные банки и стали участвовать в новых видах деятельности, таких как подписание на выпуски облигаций Евро-йены. Инвестиционные дома так же увеличили зарубежную деятельность, особенно участвующие на казначейском рынке в США (где в конце 1980 годов 25-30 % от нового выпуска были выкуплены японскими инвесторами). Так, по состоянию на 1989 год, пятью крупнейшими городскими банками Японии (в порядке общего объема фонда) были Dai-Ichi Kangyo Bank, Sumitomo Bank, Fuji Bank, Mitsubishi Bank, and Sanwa Bank.

## Государственные учреждения
Группа правительственных финансовых учреждений подобна частному сектору банковского обслуживания. Экспортно-импортный банк Японии (JEXIM), Банк развития Японии, и многие финансовые корпорации, такие как Housing Loan Corporation, способствовали росту специализированных секторов национальной экономики. Эти учреждения получили свое финансирование из депозитов, собранных почтовой сберегательной системой, и вложений в Бюро Целевого фонда. Почтовая сберегательная система, через эти 24,000 почтовых отделений, приняла фонды в различных формах, включая сбережения, аннуитеты и страхование. Почтовые отделения предложили высокие процентные ставки для обычных сберегательных счетов (8 % для срочных депозитов в 1990) и не облагаемые налогом сбережения до 1988, таким образом собрав больше депозитов и счетов, чем какое-либо другое учреждение в мире.
Банк Международного сотрудничества Японии (JBIC) является единственным правительственным учреждением с международным фокусом. Этот банк предоставляет финансирование торговли между Японией и развивающимися странами, выполняя функцию экспортно-импортных банков, которыми управляют правительства в других странах (включая США), несмотря на то, что его участие возможно больше. В ранних послевоенных финансовых системах, городские банки предоставляли краткосрочные кредиты крупным отечественным корпорациям в то время как региональные банки принимали вклады и выдавали долгосрочные займы малым и средним предприятиям.

## Ценные бумаги
Японские рынки ценных бумаг быстро увеличили свой объем деловых сделок в конце 1980 года, во главе с быстро расширяющимися Японскими фирмами ценных бумаг. В Японии было 3 категории компаний ценных бумаг: Первая состояла из «Большой четверки» компаний ценных бумаг (которые входили в шесть крупнейших мировых фирм) : Nomura, Daiwa, Nikko, и Yamaichi. «Большая четверка» играла ключевую роль в международных финансовых операциях и были членами Нью-Йоркской фондовой биржи. Nomura была крупнейшей фирмой ценных бумаг в мире, ее чистый капитал превышал 10 миллиардов долларов США в 1986 году, превзошла чем Merrill Lynch, Salomon Brothers, и объединение Shearson Lehman. В 1986 Nomura стала первым участником из Японии на Лондонской фондовой бирже. Nomura и Daiwa были первыми дилерами на рынке Казначейских облигации Соединенных Штатов Америки. Вторая категория фирм ценных бумаг состояла из 10 предприятий среднего бизнеса. Третья категория состояла из всех малых фирм, производящих операции с ценными бумагами, зарегистрированных в Японии. Многие из этих меньших фирм были филиалами Большой четверки, в то время как некоторые были связаны с банками. В 1986 восемьдесят три малых предприятия были членами Tokyo Securities and Stock Exchange. Японские предприятия ценных бумаг получали большую часть своих доходов от комиссионных вознаграждений, акций и облигаций, страхования, и сделок. В конце 1980-х, много иностранных фирм, ведущих операции с ценными бумагами, включая Salomon Brothers и Merrill Lynch, стали игроками в финансовом мире Японии.
Японские страховые компании стали лидерами в области международных финансов в конце 1980-х годов. Более 90 % всего населения имела в собственности страхование жизни и сумма на одного человека была как минимум на 50 % больше чем в США. Многие японцы использовали страховые компании, как экономию средств. Активы страховых компаний увеличились в размере более чем на 20 % в год в конце 1980-х, достигая примерно в 1988 694 млрд долл.
Компании по страхованию жизни двинулись в большой степени в иностранные инвестиции, поскольку отмена госконтроля позволила им это сделать, и поскольку их ресурсы увеличились через распространение в полностью финансируемых пенсионных фондах. Эти активы позволили компаниям становить крупными игроками на международных денежных рынках. Nippon Life Insurance Company, крупнейшая страховая фирма в мире, была по первым крупнейшим держателем Казначейских ценных бумаг Соединенных Штатов в 1989.

### Фондовая биржа
Токийская фондовая биржа стала крупнейшей в мире в 1988, с точки зрения совокупной рыночной стоимости акций, выпущенных в обращение и капитализации, в то время как Фондовая биржа Осаки заняла третье место (после фондовых бирж Токио и Нью-Йорка). Хотя в Японии есть восемь фондовых бирж ,Tokyo Securities and Stock Exchange представляли 83 % национальных акции в 1988. Из 1,848 открытых торговых отечественных компаний Японии, в конце 1986 года, около 80 % были перечислены к Tokyo Securities and Stock Exchange. Два события в конце 1980-х помогли в быстром расширении Tokyo Securities and Stock Exchange. Первое, это изменение в финансировании операций компании. Традиционно, крупные фирмы получали финансирование через кредиты, а не через рынки капитала, но в конце 1980-х они начали полагаться больше на прямое финансирование. Второе событие произошло в 1986, когда фондовая биржа Токио впервые разрешила не японским брокерским фирмам становиться участниками. К 1988 на фондовой бирже было шестнадцать иностранных участников. У Tokyo Securities and Stock Exchange было 124 компании-участника в 1990. В 1990 пять типов ценных бумаг были проданы на Токийской фондовой бирже: акции, облигации, инвестиционные фонды, прав, и одиночные гарантии. Деловые отношения на Японском биржевом рынке взорвались в 1980 году, с увеличением объёма торговли и быстро растущим курсом акции. Торговля, зарегистрированная индексом Никкей 225, составленный Nihon Keizai Shimbun (Japan Economic Daily), выросла от 6,850 в октябре 1982 года до почти 39,000 в начале 1990 года. В течение одного шестимесячного периода в 1986 году, общий торговый оборот Токийской фондовой биржи увеличился на 250 % с диким колебанием индекса Nikkei. После падения Нью-Йоркской фондовой биржи в октябре 1987гоода, Tokyo Securities and Stock Exchange, снизился на 15 %, но было резкое восстановление к началу 1988 года. Это был самый разгар японского мыльного пузыря, падение которого произошло в 1990 году и сопровождалось потерянным десятилетием.
19.01.2022 года акции  Sony на Токийской фондовой бирже упали после сообщения о покупке Microsoft компании видеоигр Activision Blizzard. 